# Juan Mora Fernández
Juan Mora Fernández (San José, 12 de julio de 1784 - 16 de noviembre de 1854), fue un comerciante, maestro y político costarricense, primer jefe de Estado de Costa Rica y reelegido en dos ocasiones, de manera que guio al recién surgido Estado de Costa Rica en tres períodos (1824-1825, 1825-1829 y 1829-1833). Posteriormente, se desempeñó como diputado, senador, Vicejefe, y Presidente de la Corte Suprema de Justicia. 
También fue el primer gobernante que incentivó el cultivo de café en Costa Rica, lo cual cambió la economía, sociedad, cultura y política del país.

## Datos personales
Sus padres fueron Mateo de Mora Valverde y Lucía Encarnación Fernández Umaña. Su hermano Joaquín Mora Fernández fue también jefe de Estado.
Se casó en San José el 13 de enero de 1819 con Juana del Castillo y Palacios (1799 - 1841), sobrina del presbítero Florencio del Castillo, con la que tuvo once hijos: María Josefa Eugenia de Jesús, José María, María Escolástica de Jesús, Innominado (mellizo), Innominado (mellizo), José Frutos, Ramón, Juan María Gordiano de Jesús, Juana Dolores de Jesús (Juanita), Camilo de Jesús y Adela de Jesús Mora del Castillo.

## Actividades privadas y primeros cargos públicos
Entre 1806 y 1815 permaneció en Costa Rica, dedicado al comercio local, y en 1816 se le nombró maestro de primeras letras en San José. 
De 1815 a 1816 fue Subdelegado de Intendencia del Partido de Gotera (hoy San Miguel, El Salvador).
En 1821 fue Secretario del Ayuntamiento de San José y juez de primera instancia. En noviembre de ese año participó en la comisión redactora del Pacto de Concordia. 
En 1822 fue Secretario de la Junta Superior Gubernativa. En 1823 fue miembro del Congreso provincial constituyente y de 1823 a 1824 desempeñó el cargo de intendente de Costa Rica.
En 1824 presidió la segunda Tertulia Patriótica, en la ciudad de San José.

## Jefe de Estado (1824-1833)

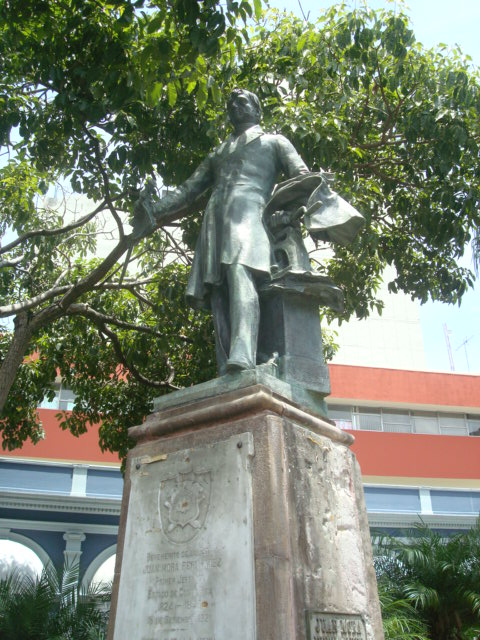
Monumento a Juan Mora Fernández en San José

En 1824 fue elegido jefe de Estado provisorio hasta 1825, y ese año fue elegido por abrumadora mayoría como jefe de Estado para el período 1825-1829. 
Correspondió a Juan Mora Fernández el establecimiento de las primeras instituciones del país. Decretó el primer escudo del Estado Libre de Costa Rica. El 10 de noviembre de 1824, ascendió al rango de ciudades a las villas de Concepción de Heredia y San Juan Nepomuceno de Alajuela, y al rango de villas a las aldeas de Escazú, Bagaces y Barva. El 25 de ese mismo mes, emitió un decreto en el que invitaba a los ciudadanos que estableciesen en cualquier pueblo del Estado un periódico en forma manuscrita. Poco después, se importó la primera imprenta (1830), circulando el primer periódico impreso, El noticioso universal, obra de Joaquín Bernardo Calvo.
El 25 de julio de 1824, los pueblos de Santa Cruz y Nicoya, pertenecientes al Partido de Nicoya, se anexaron libremente a Costa Rica, hecho que posteriormente fue ratificado por decreto del Congreso Federal de Centroamérica el 18 de marzo de 1825, incluyéndose también a la villa de Guanacaste (hoy Liberia).
Del tino de Juan Mora Fernández como gobernante responde el periodo de ocho años de tranquilidad y progreso que caracterizaron a Costa Rica, en una época en que la guerra arreciaba en el resto de América Central. Entre sus principales obras están:
- La Anexión del Partido de Nicoya en 1824 (foto de la izquierda, copia del acta de la anexión).
- La Ley Fundamental del Estado Libre de Costa Rica y la Ley Aprilia.
- La declaración de la Virgen de los Ángeles como Patrona de Costa Rica.
- La minería en los Montes del Aguacate, la exportación del palo Brasil (Paubrasilia echinata), las primeras haciendas y exportaciones de café a Chile e Inglaterra.
- La Casa de Moneda en 1828 (foto de la derecha).
- La primera imprenta y la creación del primer periódico llamado "El noticioso universal".
- El impulso a la educación mediante la creación de la Casa de Enseñanza de Santo Tomás y de escuelas primarias.

Mora Fernández, maestro de escuela, dio a la enseñanza pública gran importancia práctica y declaró obligación del Estado propagarla, fomentando la creación de escuelas primarias en todos los centros de población del país. El 10 de diciembre de 1824, decretó la creación de la Casa de Enseñanza de Santo Tomás, que impartía lenguas, lectura, escritura, Filosofía, Derecho civil y canónigo y Teología. En lo político, para evitar las ausencias de los diputados al Congreso, decretó que a la tercera ausencia, se multase al diputado con un cargo de entre 50 y 500 pesos, y se le destituyese y declarase indigno de la confianza pública.
El 26 de enero de 1825, emitió la Ley Fundamental del Estado Libre de Costa Rica, donde declaraba al país independiente de España, México o cualquier otro estado, a la vez que se decretaba la unión a la República Federal de Centroamérica; además, establecía que el gobierno sería popular representativo y dividido en cuatro poderes (Legislativo, Ejecutivo, Judicial y Conservador); determinaba que para ser elector, se debía ser ciudadano mayor de edad en ejercicio de sus derechos, con una fortuna personal de 100 pesos; y que en cada pueblo debía existir una municipalidad elegida popularmente. Finalmente, se decretaba que la religión oficial era la católica, además de declarar a la Virgen de los Ángeles, patrona de Costa Rica, estableciéndose en Costa Rica un obispado independiente del de Nicaragua, convirtiéndose la iglesia de San José en catedral.
El 28 de enero de 1826, estalló en la ciudad de Alajuela una rebelión encabezada por el español José Zamora, con el objeto de someter al país de nuevo a la dominación española; Juan Mora Fernández debió sofocar la rebelión y mandar a fusilar al cabecilla. El 7 de junio de 1826, decretó la creación de un hospital general bajo el nombre de San Juan de Dios. En 1828 estableció la Casa de Moneda, por el auge de la actividad minera en los Montes del Aguacate. 
En 1829 fue reelegido para el período 1829-1833. En 1829 emitió la Ley Aprilia; por medio de ese edicto separó temporalmente a Costa Rica de la República Federal de Centro América (en guerra civil), ley que estuvo vigente hasta 1831. En 1830 el empresario Miguel Carranza Fernández trajo la primera imprenta de Costa Rica, y en 1833 se publicó el primer periódico en el país, llamado el “Noticioso Universal”. Por haber promovido la prensa en sus administraciones es que a Juan Mora Fernández se le ha distinguido con el título de "Padre del Periodismo" de Costa Rica.
Juan Mora Fernández apoyó la explotación minera en los montes del Aguacate y el palo brasil (Paubrasilia echinata) en la costa del océano Pacífico, pero principalmente al café como futuro económico y social de Costa Rica. En 1825 el gobierno eximió al café del pago del diezmo, y en 1831 la Asamblea Nacional decretó que cualquiera que cultivara café por 5 años en "tierra baldía" podría reclamarla como propiedad suya. Mariano Montealegre Bustamante fue uno de los principales impulsores del cultivo entre 1824-1840. Las primeras exportaciones las hizo el alemán George Stiepel, que comerciaba con Inglaterra a través de Chile.
Asimismo comienza a dar los primeros lineamientos en el área municipal. 
Sus vicejefes de estado (vicepresidentes) fueron Mariano Montealegre Bustamante (1824-1825) y José Rafael de Gallegos y Alvarado (1825-1833), quien le sucedió en la Jefatura del Estado de 1833 a 1835.

## Cargos posteriores
Posteriormente fue magistrado de la Corte Superior de Justicia (1834-1835), Diputado al Congreso federal centroamericano (1836-1837) y Vicejefe de Estado y Presidente del Consejo Representativo (1837-1838). En 1838, al ser derrocado Manuel Aguilar Chacón, fue confinado en Poás y posteriormente exiliado. Durante casi tres años residió en El Salvador, hasta que en 1841 se le permitió volver a Costa Rica.
Fue vicejefe provisorio del Estado en 1842, miembro de la Asamblea Constituyente de 1843-1844, senador y presidente en ejercicio de la Cámara de Senadores (1844-1847) y diputado (1847-1848). 
De 1850 a 1854 fue magistrado y presidente de la Corte Suprema de Justicia de Costa Rica, cargos a los que renunció poco antes de su fallecimiento.

## Fallecimiento
Falleció en San José, el 16 de noviembre de 1854.

## Honores

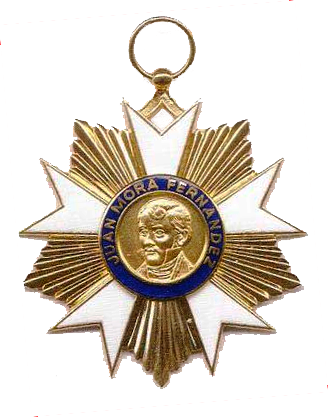
Orden Nacional Juan Mora Fernández.

- En 1833 la Asamblea legislativa dispuso colocar su retrato en su salón de sesiones, con la indicación de que ocupaba ese lugar por sus virtudes y que lo ocuparían en lo sucesivo los que en el mismo cargo de jefe de Estado se hicieran dignos de ese honor.
- En 1848 el Congreso lo declaró Benemérito de la Patria.
- En la ciudad de San José se le erigió una estatua y una plaza lleva su nombre.
- Un cantón de la provincia de San José lleva el nombre de Mora.
- La condecoración con que el Gobierno de Costa Rica distingue a personalidades extranjeras se denomina Orden Nacional Juan Mora Fernández.
- La escuela Juan Mora Fernández, en Santa Bárbara, Heredia, lleva su nombre.

## Monumento
El monumento a Juan Mora Fernández es una estatua de bronce de 2 metros de altura, ubicada sobre un pedestal de granito, que se encuentra en la Plaza Juan Mora Fernández, frente al Teatro Nacional de Costa Rica, en San José. Es obra del escultor francés Charles Raoul Verlet y se develizó el 15 de septiembre de 1921, como homenaje al primer jefe de Estado y en medio de las celebraciones del centenario de la independencia de Costa Rica.

## Cine
En 1983, el Centro Costarricense de Producción Cinematográfica realiza el largometraje de ficción "Senda Ignorada", dirigido por Ingo Niehaus y fotografiado por Luis F. Bulgarelli. El filme retrata el intento de Juan Mora Fernández de llevar a cabo una reforma agraria, durante su cargo de secretario del Ayuntamiento de San José, en el período de 1820 a 1821. Esta reforma consistía en la repartición gratuita de las tierras comunales entre los indigentes, bajo la condición de sembrar café; sin embargo, un grupo de comerciantes, representantes de la incipiente burguesía, termina por traicionar la reforma. La cinta busca plasmar una época decisiva para el posterior forjamiento del Estado-nación costarricense, pero ignorada por la mayoría de los textos históricos.